# ハリサシカビモドキ
ハリサシカビモドキは、分節胞子嚢をつけるケカビ目のカビである。

## 概説
ハリサシカビモドキ(Syncephalastrum)は空中雑菌としても出現するカビで、世界に広く分布し、珍しいものではない。
基本的な形態はケカビとよく似ており、特殊化した部分は少ない。しかし、胞子嚢が分節胞子のうという特殊化したものであることが目を引く。その点では他にケカビ目には似たものがなく、かつてはその点で共通するハリサシカビ科やキックセラ目と関連づけて論じられた。

## 特徴
以下、もっとも古くから知られる普通種である S. racemosumについて説明する。 菌糸体は多核体の菌糸からなる。菌糸は太くて隔壁がなく、様々に枝分かれする。培地上では寒天内を伸びるが、空中にも多少出てくる。おおよそケカビと似ている。成長も同じくらい早い。ごく普通の培地でよく成長する。
無性生殖は非常に頻繁。コロニーの表面に多数の胞子のう柄を出す。胞子のう柄は太く、仮軸状、あるいは不規則に分枝する。先端が丸く膨らんで頂のうとなる。その後その表面に丸い膨らみが多数生じ、それらは伸長して頂のう表面に多数の円柱を並べた形になる。この円柱が胞子のうで、その後にその内部が区画され、細長い袋に丸い胞子が一列に並んだようになり、それから袋の膜が胞子一つずつに切り離されるようにしてバラバラになる。この状態では頂のう表面一面に胞子の鎖が並んだ状態になる。このように、胞子のうが節に分かれるように胞子を放出するので、これを分節胞子嚢という。
有性生殖は配偶子嚢接合による。自家不和合性であるので、単独では形成されず、好適な株同士が接触した時のみに見られる。両者の菌糸が接近し、両側から配偶子のうが形成されると、それが接触して、その中間に接合子のうが作られる。接合子のうは成熟すると表面に凹凸のある濃い褐色になり、中に接合胞子ができる。これらの様子はケカビによく似ている。

## 生育環境
さまざまな有機物や糞などに見られる。空中雑菌として出現することもあり、自然界に広く見られるものである。

## 類似のカビ
頂のうの表面に胞子の鎖が並ぶ姿は、コウジカビと同じである。ただし、コウジカビの胞子（分生子）は出芽によって生じるから、胞子の鎖は次第に長くなる。他方、ハリサシカビモドキのものはまず棒ができて、それが分節するので、胞子の数は変わらない。したがって、いくつかの胞子形成部の様子を比べれば分かる。培養すれば、菌糸の様子は随分異なるのでもっとはっきりする。しかし、たとえば糞の上に出てきたものをちょいと見た場合には、判断に困る場合もある。
ケカビ類には似たものはない。同じく分節胞子のうを形成するエダカビ科の菌は、太い菌糸をもたず、寄生性である。名前の由来はエダカビ科のハリサシカビ(Syncephalis)から。

## 分類と系統
さまざまな形態からケカビ目に含めることには異論が出ないが、無性生殖器官の独自性のため、独立した科にすることが多い。これ以外の分節胞子のうをもつカビはすべて別の目に移された。かつてエダカビ科やディマルガリス目などがケカビ目に所属させられていた時代、そのような分節胞子嚢を持つ菌群の進化を考える場合、それを持ちながら栄養体などの構造においてケカビと類似性の高いこの種がそれらに進む道の原点にある種として注目された。しかし、現在ではそれらは別の系統であるとの判断でケカビ目から外されているため、ケカビ目で分節胞子を持つのはこれだけである。このため、ハリサシカビモドキ科としてこの属のみを独立に扱うことが多かった。後の分子系統の情報からもこの属の独立性は支持され、Hoffmann et al.(2013)でもこの扱いを継承している。これに近縁なものとしてProtomycocladus が挙げられており、これらが同一のクレードに入るとの結果を示しているが、この属をどう扱うかについては保留している。
S. racemosumが最も普通種として世界に広く分布している。広く分布する種で、変異も多いので、多くの別種が記載されているが、ほとんどはシノニムとして処理された。他に寄生性の種が記載されているが、ハリサシカビ属のものの誤認と思われている。それ以降もS. monosporusという単胞子の種が記載されている。が、Benny(2005)は、多分本属には1種のみだろうとしている。